# Сальхов, Ульрих Христофор
Ульрих Христофор Сальхов (нем. Ulrich Christoph Salchow; 9 февраля 1722 года, Казневиц, Гольштейн-Глюкштадт—20 апреля 1787 года, Мельдорф, Священная Римская империя) — немецкий и российский врач и химик.

## Биография
Ульрих Христофор Сальхов родился на острове Рюген в немецком княжестве Гольштейн-Глюкштадт, которое входило в Священную Римскую империю.
Учился медицине и химии в Галле в знаменитом Университете Галле, где в 1746 году защитил докторскую диссертацию: «De literatorum et honoratorum sanitate tuenda».
Позже в 1755[уточнить] году был приглашён в столицу России Санкт-Петербург в Академию наук профессором химии (23.12.1755 — 29.05.1760) и академиком. Был академиком Российской Академии Наук В России он издал научную книгу «Explicatio separationis auri ab argento» (СПб., 1755).
Использовался Г. Ф. Миллером в борьбе против М.В.Ломоносова.
Ульрих Христофор Сальхов умер 20 апреля 1787 года в Мельдорфе на 66-м году жизни.